# Dudits Andor
Dudits Andor (Pest, 1866. június 24. – Budapest, 1944. november 7.) magyar festő.

## Élete és munkássága
Dr. Dudits Miklós és Képessy Ida fia. Bécsben, Münchenben és Budapesten tanult. Először naturalista szemléletű életképeket festett. 1890-től állított ki a Műcsarnokban. 1895-től főleg történelmi képeket, oltárképeket, faliképeket festett, egyre nagyobb mesterségbeli tudással kiválóan szerkesztett monumentális kompozíciókat alkotott.
1921-ben a Benczúr Társaság egyik alapító tagja volt, majd első elnöke lett, elnökséget az 1930-as években újra vállalt. 1925-től 1932-ig tanított a Képzőművészeti Főiskolán.
Házastársa Pécsi Stefánia (1882–1955) volt, Pécsi Manó és Rieger Júlia lánya, akivel 1901. február 12-én Budapesten kötött házasságot.

## Műveiből

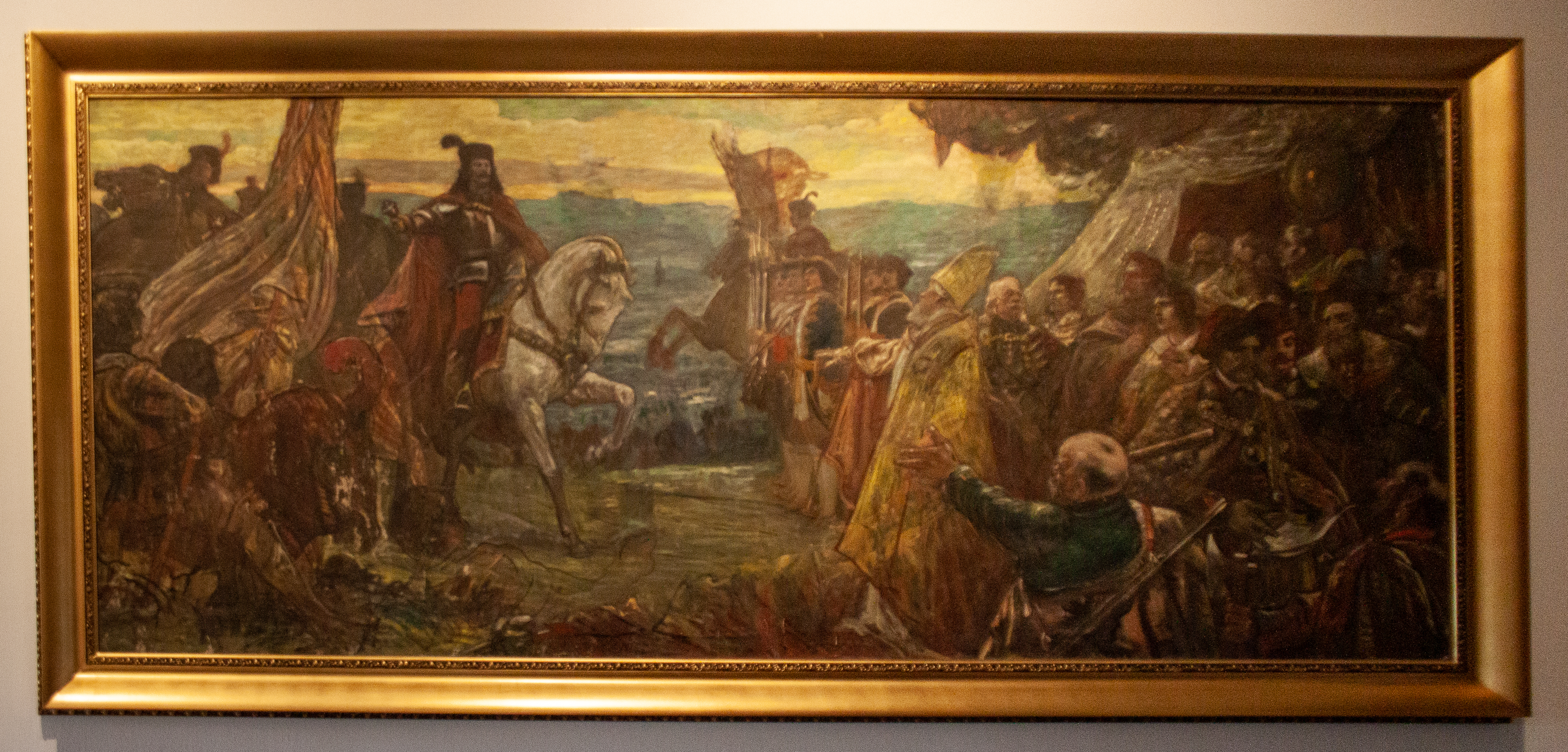
Dudits Andor - Rákóczi az ónodi országgyűlésen

- Vasárnap délután (1890)
- Kardvágás (1895 körül)
- Rákóczi emlékmű (1895 után)
- Eskü a Vérmezőn (1920)[6]
- Önarckép[7]
- Budavár 1849-i ostroma[8] (1896) (Magyar Nemzeti Galéria)
- II. Rákóczi Ferenc fogadtatása (MNG)
- II. Rákóczi Ferenc bevonulása az ónodi országgyűlésre (Rákóczi Múzeum)
- Mátyás király Gömörben (MNG)
- IV. Béla (MNG)
- Alkony (MNG)
- Parkrészlet (MNG)
- Olasz táj (MNG)
- Ébredés  (klasszikus tájkép) (MNG)
- Festett oltárképek (Topolya, Recsk rk. templom, Breznóbánya stb.)
- Falképciklusok (Pécsi egyetem, Magyar Országos Levéltár)

## Társasági tagság
- Benczúr Társaság

## Kitüntetései
Corvin-koszorú 1931.